# Dudua cyclographa
Dudua cyclographa es una especie de mariposa del género Dudua, familia Tortricidae.
Fue descrita científicamente por Diakonoff en 1973.